# Podagrion tainanicum
Podagrion tainanicum är en stekelart som beskrevs av Masi 1926. Podagrion tainanicum ingår i släktet Podagrion och familjen gallglanssteklar. Inga underarter finns listade i Catalogue of Life.